# مارسيل ثيل
مارسيل ثيل (بالفرنسية: Marcel Thil)‏ مواليد 25 مايو 1904 في فرنسا - الوفاة 14 أغسطس 1968، كان ملاكم فرنسي سابق صنّف ضمن فئة الوزن المتوسط.

## إحصائيات
خاض خلال مسيرته 148 نزالا، فاز في 113 وتعادل في 13 وخسر في 22. فاز بالضربة القاضية في 54 نزالا.

## روابط خارجية
- مارسيل ثيل على موقع بوكس ريك (الإنجليزية) (registration required)